# Guelmim-Es-Semara
Guelmim-Es-Semara (en arabe : كلميم السمارة), était une ancienne région marocaine , et l'une des seize régions du Maroc avant le découpage territorial de 2015.  
À l'issue de celui-ci, la nouvelle région de Guelmim-Oued Noun garde les trois provinces de Guelmim, Assa-Zag et Tan-Tan, auxquelles s'ajoute celle de Sidi Ifni, alors que la province d'Es-Semara est transférée à la nouvelle région de Laâyoune-Sakia El Hamra et celle de Tata à la nouvelle région du Souss-Massa. 
Son chef-lieu reste Guelmim.

## Géographie
Selon que l'on considère que le territoire du Sahara occidental est marocain ou non, la région de Guelmim-Es-Semara était située au centre du Maroc ou, partiellement, au sud.
Elle était composée des cinq provinces suivantes :  la province d'Assa-Zag, la province d'Es-Semara, la province de Guelmim, la province de Tan-Tan et la province de Tata.
Celle d'Es-Semara s'étend en partie sur le territoire du Sahara occidental, dont la souveraineté est revendiquée par le Maroc et le Front Polisario.
Dans l'optique du Sahara occidental faisant partie du Maroc, qui de fait administre un peu plus des trois quarts de son territoire, elle était bordée au nord par la région de Souss-Massa-Drâa, au sud par celle de Laâyoune-Boujdour-Sakia el Hamra et la Mauritanie, à l'est par l'Algérie, et à l'ouest par l'océan Atlantique et de nouveau la région de Laâyoune-Boujdour-Saguia El Hamra. Sa superficie était de 133 730 km2, soit 18,8 % du territoire marocain, pour une population de 462 410  habitants en 2004, soit 1,55 % de la population légale nationale.